# Thomas Adès
Pour les articles homonymes, voir Adès.
Thomas Adès est un compositeur et chef d'orchestre britannique d’origine syrienne, né le 1er mars 1971 à Londres.

## Biographie

### Famille et formation
Issu d'une famille d'intellectuels juifs (sa mère est une historienne renommée), Thomas Adès étudie le piano et la composition à la Guildhall School of Music de Londres avec respectivement Paul Berkowitz et Robert Saxton.
Il remporte en 1989 le deuxième prix de piano du BBC Young Musician of the year. Il poursuit ses études musicales au King's College de Cambridge, où il est reçu lauréat en 1992.

### Carrière
Il est remarqué par la presse nationale, en janvier 1993, à l'occasion du récital d'ouverture qu'il donne au Purcell Room à Londres, et de la création de son œuvre Still Sorrowing. En septembre, il est accueilli, pour une période de deux ans, en qualité de compositeur en résidence au Halle Orchestra, pour lequel il écrit The Origin of the Harp (1994) et prévoit d'écrire un concerto pour piano pour l'inauguration de la nouvelle salle de concert de Manchester en 1996.
Sa carrière se développe rapidement lorsque sa Chamber Symphony est jouée à Cambridge en 1993, puis lorsque Living Toys est présentée au Barbican Centre en 1994.
En 1994 sont également présentées sa première œuvre pour orchestre ...but all shall be well, qui lui a été commandée après qu'il a reçu le prix de composition de la Société musicale de l'université de Cambridge ; Sonata da Caccia, commande de la BBC pour le Groupe de musique contemporaine de Birmingham ; et un quatuor à cordes Arcadiana, commande pour le Quatuor Endellion créée au festival de Cambridge. En 1995, il compose l'opéra Powder her Face, commande de l'Almeida Theatre à Londres.
À partir de 1999, il devient directeur artistique du festival d'Aldeburgh. Son opéra The Tempest est créé en 2004 au théâtre de Covent Garden à Londres.
Il poursuit par ailleurs une carrière de chef d'orchestre, dirigeant, entre autres, l'orchestre de la BBC, l'orchestre philharmonique de New York et le London Sinfonietta.
Il se produit aussi comme pianiste concertiste, jouant ses propres compositions, le plus souvent aux côtés d'œuvres de François Couperin, Beethoven, Janáček, Stravinsky ou Prokofiev. Comme interprète, il a enregistré pour Emi avec le Quatuor Belcea son propre quintette avec piano, couplé avec le quintette avec piano de Franz Schubert.
Ses œuvres ont été jouées par plusieurs ensembles prestigieux dont l'Orchestre philharmonique de Berlin sous la direction de Simon Rattle, ce dernier lui ayant commandé plusieurs pièces, dont Tevot (2007) ; ou le Quatuor Emerson, qui a créé le quatuor The Four Quarters en tournée mondiale en 2010-2011.
En 2025, il est lauréat du Grand prix artistique de la Fondation Simone et Cino Del Duca.

### Vie privée
En 2006, il est entré en union civile (civil partnership) avec le réalisateur Tal Rosner (en).

## Œuvre
Le catalogue officiel d'Adès compte quarante-trois œuvres, toutes publiées par Faber Music :

### Opéras
- Powder Her Face, op. 14, opéra de chambre en deux actes, livret de Philip Hensher d'après la vie de Margaret Campbell, Duchess of Argyll (1994)
- The Tempest, op. 22, opéra en trois actes, livret de Meredith Oakes d'après la pièce éponyme de Shakespeare (2004)
- The Exterminating Angel, op. 31, opéra en trois actes, livret de Tom Cairns, en collaboration avec le compositeur, d'après le film de Luis Buñuel (2016) Coup de cœur musique contemporaine 2019 de l'académie Charles-Cros[3].

### Orchestre
- Chamber Symphony, op. 2, pour quinze instruments (1990)
- Living Toys (en), op. 9 pour quartorze instruments (1993)
- ...but all shall be well op. 10, pour orchestre (1993)
- The Origin of the Harp, op. 13, pour orchestre de dix instruments (1994)
- These Premises Are Alarmed, op. 16 pour orchestre (1996)
- Asyla (en), op. 17, pour orchestre (1997), qui remporte le Grawemeyer Award en 2000
- 3 Studies from Couperin, pour orchestre de chambre, inspiré de la musique du compositeur français de la période baroque François Couperin
- Tevot (en), pour orchestre (2007)
- Dances from "Powder Her Face", ouverture, valse et finale de l'opéra (2007)
- Polaris (en), pour orchestre accompagné d'images réalisées par Tal Rosner (2011)
- Powder Her Face Suite, suite pour orchestre tiré de l'opéra éponyme (2017)

### Musique concertante
- Concerto Conciso, pour piano et dix musiciens (1997)
- Concentric Paths (en), concerto pour violon (2005)
- In Seven Days (en), sous-titré Concerto for Piano with Moving Image, concerto pour piano accompagné d'images réalisées par Tal Rosner (2008)
- Lieux retrouvés, pour violoncelle et orchestre de chambre (2016)
- Piano Concerto (2018)

### Musique chorale
- O thou who didst with pitfall and gin, op. 3a, pour chœur d'hommes, paroles tirées des Rubaiyat de Omar Khayyam (1990)
- Gefriolsae Me, op. 3b, pour chœur d'hommes et orgue, paroles tirées du Psaume 51 (1990)
- Fool's Rhymes, op. 5, pour chœur mixte, harpe, piano préparé, orgue et percussions, paroles tirées de sermons de John Donne (1991)
- The Fayrfax Carol, pour chœur mixte avec ou sans orgue, paroles tirées de poèmes anonymes du XVe siècle (1997)
- January Writ, pour chœur mixte et orgue (1999)
- Singverein, pour chœur et orchestre (2009)

### Musique vocale
- The Lover in Winter, 4 songs pour contreténor et piano (1989)
- Five Eliot Landscapes, pour soprano et piano, paroles tirées de poèmes de T. S. Eliot (1990)
- Aubade, pour soprano solo, paroles tirées de poèmes de Philip Larkin (1990)
- Life Story, pour soprano solo, deux clarinettes basses et contrebasse, paroles tirées de textes de Tennessee Williams (1993)
- America: A Prophecy (en), op. 19, pour soprano solo, deux clarinettes basses et contrebasse, paroles tirées des livres de Chilam Balam et de La Guerra de Matteo Flexa (1999)
- Brahms, op. 21, pour baryton et orchestre, paroles du pianiste Alfred Brendel (2001)
- Totentanz (en), pour baryton, mezzo-soprano et orchestre (2013)
- Purcell Realizations, pour voix et piano, inspiré par l'œuvre de Henry Purcell (2017)

### Musique de chambre
- Catch, op. 4, pour clarinette, violon, violoncelle et piano (1991)
- Le Diable au corps, pour hautbois, basson et piano (1992) (composition reniée par le compositeur)
- Sonata da caccia, pour hautbois baroque (ou hautbois), cor et clavecin (1993)
- Les baricades mistérieuses, pour clarinette, clarinette basse, alto, violoncelle et contrebasse, arrangement de la pièce pour clavecin Les Barricades mystérieuses de François Couperin (1994)
- Arcadiana (en), op. 12, quatuor à cordes no 1 (1994)
- Cardiac Arrest, pour clarinette, basse clarinette, alto, violoncelle, contrebasse et piano à quatre mains (1995)
- Piano Quintet, op. 20 (2000)
- Court Studies from The Tempest, pour clarinette, violon, violoncelle et piano, partitions de chambre tirées de l'opéra (2005)
- Lieux retrouvés, op. 26, pour violoncelle et piano (2009)
- The Four Quarters, op. 28, quatuor à cordes no 2 (2010)
- Reveilles, pour trompette et piano (2011)

### Musique pour clavier

#### Piano
- Darknesse Visible, inspiré par des compositions de John Dowland (1991)
- Still Sorrowing (1992)
- Traced Overhead (en) (1996)
- Étude (1996) (composition reniée par le compositeur)
- Concert Paraphrase on "Powder Her Face", arrangements pour deux pianos tirés d'extraits de l'opéra (2009)
- 3 Mazurkas, op. 27 (2009)
- Thrift (2012)
- Blanca Variations (2015)

#### Orgue
- Under Hamelin Hill, op. 6, pour orgue joué par un à trois musiciens (1992)

### Musique de film
- 2018 : Colette, film américano-britannique de Wash Westmoreland, avec Keira Knightley dans le rôle de Colette

#### Ouvrage
- Hélène Cao, Thomas Adès le voyageur, Éditions MF, février 2007, 142 p.

#### Articles
- Hélène Cao, « Thomas Adès ou les chemins de l'inouï », Classica-Répertoire, février 2007, p. 50-52.
- Romaric Gergorin, « Thomas Adès, sa musique parle de vous », Classica, no 210,‎ mars 2019, p. 62-65 (ISSN 1287-4329).